# Лонжкі
Лонжкі (пол. Łążki) — село в Польщі, у гміні Вартковиці Поддембицького повіту Лодзинського воєводства.
Населення — 131 особа (2011).
У 1975-1998 роках село належало до Серадзького воєводства.

## Демографія
Демографічна структура станом на 31 березня 2011 року:
|          | Загалом | Допрацездатний вік | Працездатний вік | Постпрацездатний вік |
| -------- | ------- | ------------------ | ---------------- | -------------------- |
| Чоловіки | 70      | 12                 | 44               | 14                   |
| Жінки    | 61      | 12                 | 38               | 11                   |
| Разом    | 131     | 24                 | 82               | 25                   |